# Segunda Categoría de Ecuador 2016
La Segunda Categoría 2016, cuyo nombre comercial fue «Copa Banco del Pacífico Segunda Categoría 2016» fue la edición n.º 43 de la Segunda Categoría del fútbol ecuatoriano, este torneo fue el tercer escalafón en la pirámide del Fútbol Ecuatoriano por detrás de la Serie A y Serie B, las fases finales comenzaron a disputarse el 31 de julio de 2016 y finalizó el 11 de diciembre de 2016.
El América de Quito consiguió su primer título en la categoría tras una excelente campaña desde la etapa provincial donde fue subcampeón y en las fases regionales y nacionales en las cuales las superó con total comodidad, el título de campeón 2016 le permitió conseguir el ascenso a la Serie B tras 34 años, la última vez que jugó en la Serie B fue en 1982.
Por otra parte el subcampeón del torneo fue el Santa Rita de Vinces, que por segunda vez en su historia quedó en segundo lugar del torneo, el cuadro vinceño comenzó en la etapa provincial quedando campeón, en las etapas regionales y nacionales terminó en primer lugar de sus respectivos grupos, tras una muy buena campaña el equipo fluminense regresó a la Serie B tras 11 años, en la temporada 2005 fue su última participación en Primera B donde tras el descenso fue suspendido 5 años.
El torneo se celebra de manera anual desde 1967. En 1967, se denominó Segunda División Ecuatoriana de Fútbol ya que aún no se formaba la Serie B en los años 1967-1970. En los años 1968-1974, se jugó los campeonatos provinciales tras la desaparición de la Segunda División Ecuatoriana de Fútbol. En los años 1973 y 1983-1988 se desarrolló como el segundo nivel del fútbol ecuatoriano tras la desaparición de la Serie B y retomando su antiguo nombre.
El torneo comprendió 4 etapas: el primer semestre del año se jugaron los campeonatos provinciales, y en el segundo semestre las fases: regional, nacional y final.

## Sistema de campeonato
El formato para el torneo de Segunda Categoría 2016 fue confirmado el 26 de enero de 2016, en el Comité Ejecutivo Ampliado en la Federación Ecuatoriana de Fútbol, ahí las diferentes asociaciones aprobaron el sistema de campeonato, la cantidad de clubes participantes, que hasta el año pasado era de 44 equipos para este torneo se redujo a 33, es decir que los torneos provinciales que tengan 5 o menos equipos solo clasificará el campeón provincial y los torneos que tengan 6 o más equipos clasificará el campeón y vicecacampeón provincial.
Fase provincial (primera etapa)
- La primera fase fue conformada por las 22 asociaciones provinciales de fútbol del Ecuador, cada asociación tuvo su propio formato de clasificación.
- Asociaciones con 5 o menos equipos clasificaron 1 club a la Fase Regional
- Asociaciones con 6 o más equipos clasificaron 2 clubes a la Fase Regional
- Clasificaron 33 clubes a la fase regional.

Fase regional (segunda etapa)
| Zona Oriental                                               | Zona Oriental                                            | Zona Occidental                                                         | Zona Occidental                                             | Zona Sur                               | Zona Sur                                          |
| Grupo 1                                                     | Grupo 2                                                  | Grupo 1                                                                 | Grupo 2                                                     | Grupo 1                                | Grupo 2                                           |
| ----------------------------------------------------------- | -------------------------------------------------------- | ----------------------------------------------------------------------- | ----------------------------------------------------------- | -------------------------------------- | ------------------------------------------------- |
| Imbabura Orellana Sucumbíos Carchi Tungurahua 1 Pichincha 2 | Bolívar Chimborazo Napo Pastaza Tungurahua 2 Pichincha 1 | Cotopaxi 2 Esmeraldas 2 Los Ríos 1 Manabí 1 Santa Elena Santo Domingo 2 | Cotopaxi 1 Esmeraldas 1 Los Ríos 2 Manabí 2 Santo Domingo 1 | Azuay 1 Cañar 2 El Oro 1 Guayas 1 Loja | Azuay 2 Cañar 1 El Oro 2 Guayas 2 Morona Santiago |

- Un total de 33 clubes jugaron esta etapa.
- Se dividió en 6 grupos: tres de 6 y tres de 5 clubes.
- Cada grupo constó de 10 fechas con partidos de ida y vuelta.
- Clasificaron los 6 primeros y los 6 segundos a la fase nacional.

Fase nacional (tercera etapa)
- Un total de 12 clubes jugaron esta etapa.
- Se dividió en 3 grupos de 4 clubes por sorteo.
- Cada grupo constó de 6 fechas con partidos de ida y vuelta
- Clasificaron los 3 primeros y el mejor segundo a la fase final.

Fase final (cuarta etapa)
- Un total de 4 clubes jugaron esta etapa.
- El cuadrangular constó de 6 fechas con partidos de ida y vuelta.
- El primero y el segundo equipo lograron el ascenso a la Serie B 2017.

## Equipos clasificados
| Asociación                                                                           | Equipo                             | Vía de clasificación |
| ------------------------------------------------------------------------------------ | ---------------------------------- | --- |
| Azuay 2 cupos                                                                        | Atenas F. C. Estudiantes           | Campeón de la Segunda Categoría de Azuay 2016 Subcampeón de la Segunda Categoría de Azuay 2016                                                   |
| Bolívar 1 cupo                                                                       | Unibolívar                         | Campeón de la Segunda Categoría de Bolívar 2016                                                                                                  |
| Cañar 2 cupos                                                                        | San Francisco Ciudadelas del Norte | Campeón de la Segunda Categoría de Cañar 2016 Subcampeón de la Segunda Categoría de Cañar 2016                                                   |
| Carchi 1 cupo                                                                        | Atlético Tulcán                    | Campeón de la Segunda Categoría de Carchi 2016                                                                                                   |
| Chimborazo 1 cupo                                                                    | Star Club                          | Campeón de la Segunda Categoría de Chimborazo 2016                                                                                               |
| Cotopaxi 2 cupos                                                                     | Atlético Saquisilí UTC             | Campeón de la Segunda Categoría de Cotopaxi 2016 Subcampeón de la Segunda Categoría de Cotopaxi 2016                                             |
| El Oro 2 cupos                                                                       | Audaz Octubrino Orense             | Campeón de la Segunda Categoría de El Oro 2016 Subcampeón de la Segunda Categoría de El Oro 2016                                                 |
| [[Archivo:\|20x20px\|border\|Bandera de Esmeraldas]] Esmeraldas 2 cupos              | Atacames S. C. Nazaret             | Campeón de la Segunda Categoría de Esmeraldas 2016 Subcampeón de la Segunda Categoría de Esmeraldas 2016                                         |
| Guayas 2 cupos                                                                       | Toreros F. C. Guayaquil Sport      | Campeón de la Segunda Categoría de Guayas 2016 Subcampeón de la Segunda Categoría de Guayas 2016                                                 |
| Imbabura 1 cupo                                                                      | Deportivo Otavalo                  | Campeón de la Segunda Categoría de Imbabura 2016                                                                                                 |
| Loja 1 cupo                                                                          | La Tebaida                         | Campeón de la Segunda Categoría de Loja 2016 |
| Los Ríos 2 cupos                                                                     | Santa Rita El Guayacán             | Campeón de la Segunda Categoría de Los Ríos 2016 Subcampeón de la Segunda Categoría de Los Ríos 2016                                             |
| Manabí 2 cupos                                                                       | Deportivo Colón Galácticos         | Campeón de la Segunda Categoría de Manabí 2016 Subcampeón de la Segunda Categoría de Manabí 2016                                                 |
| Morona Santiago 1 cupo                                                               | Juvenil Sevilla                    | Campeón de la Segunda Categoría de Morona Santiago 2016                                                                                          |
| Napo 1 cupo                                                                          | Valle de Quijos                    | Campeón de la Segunda Categoría de Napo 2016 |
| Orellana 1 cupo                                                                      | Anaconda F. C.                     | Campeón de la Segunda Categoría de Orellana 2016                                                                                                 |
| Pastaza 1 cupo                                                                       | Deportivo Puyo                     | Campeón de la Segunda Categoría de Pastaza 2016                                                                                                  |
| [[Archivo:\|20x20px\|border\|Bandera de Pichincha]] Pichincha 2 cupos                | Puerto Quito América de Quito      | Campeón de la Segunda Categoría de Pichincha 2016 Subcampeón de la Segunda Categoría de Pichincha 2016                                           |
| [[Archivo:\|20x20px\|border\|Bandera de Santa Elena (provincia)]] Santa Elena 1 cupo | Carlos Borbor Reyes                | Campeón de la Segunda Categoría de Santa Elena 2016                                                                                              |
| Santo Domingo de los Tsáchilas 2 cupos                                               | San Rafael Talleres                | Campeón de la Segunda Categoría de Santo Domingo de los Tsáchilas 2016 Subcampeón de la Segunda Categoría de Santo Domingo de los Tsáchilas 2016 |
| Sucumbíos 1 cupo                                                                     | Caribe Junior                      | Campeón de la Segunda Categoría de Sucumbíos 2016                                                                                                |
| Tungurahua 2 cupos                                                                   | Pelileo S. C. Bolívar              | Campeón de la Segunda Categoría de Tungurahua 2016 Subcampeón de la Segunda Categoría de Tungurahua 2016                                         |

## Zona 1
Los equipos de Carchi, Imbabura, Sucumbíos, Orellana, Pichincha y Tungurahua.
     – Clasificado para los Cuadrangulares semifinales.
     – Perdió la categoría.

### Clasificación
|  |     | Equipo            | PJ | PG | PE | PP | GF | GC | DG  | PTS |
|  | --- | ----------------- | -- | -- | -- | -- | -- | -- | --- | --- |
|  | 1.° | Deportivo Otavalo | 9  | 8  | 0  | 1  | 30 | 7  | +23 | 24  |
|  | 2.° | América de Quito  | 9  | 7  | 1  | 1  | 23 | 7  | +16 | 22  |
|  | 3.° | Pelileo S. C.     | 9  | 4  | 1  | 4  | 17 | 15 | +2  | 13  |
|  | 4.° | Anaconda F. C.    | 8  | 4  | 0  | 4  | 20 | 11 | +9  | 12  |
|  | 5.° | Atlético Tulcán   | 8  | 1  | 0  | 7  | 8  | 26 | -18 | 3   |
|  | 6.° | Caribe Junior     | 9  | 1  | 0  | 8  | 6  | 38 | -32 | 3   |

### Evolución de la clasificación
| Equipo / Jornada  | 01 | 02 | 03 | 04 | 05 | 06 | 07 | 08 | 09 | 10 |
| ----------------- | -- | -- | -- | -- | -- | -- | -- | -- | -- | -- |
| Deportivo Otavalo | 3  | 1  | 1  | 1  | 1  | 1  | 1  | 1  | 1  | 1  |
| América de Quito  | 1  | 2  | 3  | 3  | 2  | 2  | 2  | 2  | 2  | 2  |
| Pelileo S. C.     | 2  | 3  | 2  | 2  | 4  | 4  | 4  | 3  | 3  | 3  |
| Anaconda F. C.    | 4  | 4  | 4  | 4  | 3  | 3  | 3  | 4  | 4  | 4  |
| Atlético Tulcán   | 5  | 5  | 6  | 6  | 6  | 6  | 5  | 5  | 5  | 5  |
| Caribe Junior     | 6  | 6  | 5  | 5  | 5  | 5  | 6  | 6  | 6  | 6  |

### Resultados
|  | Deportivo Otavalo | 1 - 0 | Anaconda      |  | Municipal de Otavalo | 6 de agosto | 16:00 |
|  | América de Quito  | 3 - 0 | Caribe Junior |  | La Armenia           | 7 de agosto | 10:00 |
|  | Atlético Tulcán   | 1 - 3 | Pelileo       |  | Olímpico (Tulcán)    | 7 de agosto | 15:00 |

|  | Anaconda      | 2 - 0 | Atlético Tulcán   |  | Joya de los Sachas | 13 de agosto | 14:00 |
|  | Pelileo       | 1 - 1 | América de Quito  |  | Ciudad de Pelileo  | 13 de agosto | 16:15 |
|  | Caribe Junior | 0 - 4 | Deportivo Otavalo |  | Carlos Vernaza     | 14 de agosto | 13:00 |

|  | América de Quito | 3 - 1 | Anaconda          |  | La Armenia        | 17 de agosto | 10:00 |
|  | Atlético Tulcán  | 0 - 9 | Deportivo Otavalo |  | Olímpico (Tulcán) | 17 de agosto | 15:00 |
|  | Pelileo          | 5 - 1 | Caribe Junior     |  | Ciudad de Pelileo | 17 de agosto | 16:15 |

|  | Deportivo Otavalo | 2 - 1 | América de Quito |  | Municipal de Otavalo | 21 de agosto | 11:30 |
|  | Caribe Junior     | 3 - 1 | Atlético Tulcán  |  | Carlos Vernaza       | 21 de agosto | 13:00 |
|  | Anaconda          | 2 - 0 | Pelileo          |  | Joya de los Sachas   | 21 de agosto | 14:00 |

|  | Pelileo          | 0 - 2 | Deportivo Otavalo |  | Ciudad de Pelileo | 27 de agosto | 16:15 |
|  | América de Quito | 2 - 0 | Atlético Tulcán   |  | La Armenia        | 28 de agosto | 10:00 |
|  | Caribe Junior    | 1 - 6 | Anaconda          |  | Carlos Vernaza    | 28 de agosto | 15:00 |

|  | Deportivo Otavalo | 4 - 2 | Pelileo          |  | Municipal de Otavalo | 3 de septiembre | 15:30 |
|  | Anaconda          | 6 - 0 | Caribe Junior    |  | Joya de los Sachas   | 4 de septiembre | 14:00 |
|  | Atlético Tulcán   | 1 - 4 | América de Quito |  | Olímpico (Tulcán)    | 4 de septiembre | 15:00 |

|  | América de Quito | 3 - 0 | Deportivo Otavalo |  | La Armenia        | 10 de septiembre | 14:00 |
|  | Atlético Tulcán  | 4 - 1 | Caribe Junior     |  | Olímpico (Tulcán) | 10 de septiembre | 15:00 |
|  | Pelileo          | 3 - 1 | Anaconda          |  | Ciudad de Pelileo | 10 de septiembre | 16:15 |

|  | Caribe Junior     | 0 - 3 | Pelileo          |  | Carlos Vernaza       | 14 de septiembre | 12:00 |
|  | Anaconda          | 2 - 3 | América de Quito |  | Joya de los Sachas   | 14 de septiembre | 15:00 |
|  | Deportivo Otavalo | 2 - 1 | Atlético Tulcán  |  | Municipal de Otavalo | 14 de septiembre | 16:00 |

|  | América de Quito  | 3 - 0 | Pelileo       |  | La Armenia           | 18 de septiembre | 10:00      |
|  | Deportivo Otavalo | 6 - 0 | Caribe Junior |  | Municipal de Otavalo | 18 de septiembre | 12:00      |
|  | Atlético Tulcán   | -     | Anaconda      |  | No se jugó           | No se jugó       | No se jugó |

|  | Anaconda      | - | Deportivo Otavalo |  | No se programó | No se programó | No se programó |
|  | Pelileo       | - | Atlético Tulcán   |  | No se programó | No se programó | No se programó |
|  | Caribe Junior | - | América de Quito  |  | No se programó | No se programó | No se programó |

## Zona 2
Los equipos de Tungurahua, Pichincha, Bolívar, Chimborazo, Napo y Pastaza.

### Clasificación
|  |     | Equipo          | PJ | PG | PE | PP | GF | GC | DG  | PTS |
|  | --- | --------------- | -- | -- | -- | -- | -- | -- | --- | --- |
|  | 1.° | Deportivo Puyo  | 10 | 7  | 3  | 0  | 26 | 4  | +22 | 24  |
|  | 2.° | Puerto Quito    | 10 | 7  | 2  | 1  | 27 | 9  | +18 | 23  |
|  | 3.° | Valle de Quijos | 10 | 5  | 2  | 3  | 13 | 14 | -1  | 17  |
|  | 4.° | Star Club       | 9  | 3  | 2  | 4  | 11 | 18 | -7  | 11  |
|  | 5.° | Unibolívar      | 9  | 2  | 0  | 7  | 9  | 16 | -7  | 6   |
|  | 6.° | Bolívar         | 10 | 0  | 1  | 9  | 3  | 28 | -25 | 1   |

### Evolución de la clasificación
| Equipo / Jornada | 01 | 02 | 03 | 04 | 05 | 06 | 07 | 08 | 09 | 10 |
| ---------------- | -- | -- | -- | -- | -- | -- | -- | -- | -- | -- |
| Deportivo Puyo   | 1  | 1  | 1  | 1  | 1  | 1  | 1  | 1  | 1  | 1  |
| Puerto Quito     | 2  | 4  | 2  | 3  | 2  | 2  | 2  | 2  | 2  | 2  |
| Valle de Quijos  | 4  | 5  | 3  | 2  | 3  | 4  | 4  | 3  | 3  | 3  |
| Star Club        | 3  | 2  | 4  | 4  | 4  | 3  | 3  | 4  | 4  | 4  |
| Unibolívar       | 5  | 3  | 5  | 5  | 5  | 5  | 5  | 5  | 5  | 5  |
| Bolívar          | 6  | 6  | 6  | 6  | 6  | 6  | 6  | 6  | 6  | 6  |

### Resultados
|  | Star Club    | 1 - 0 | Unibolívar      |  | Pascual Bissón      | 6 de agosto | 12:00 |
|  | Puerto Quito | 2 - 1 | Valle de Quijos |  | L.D.C. Puerto Quito | 7 de agosto | 12:00 |
|  | Bolívar      | 0 - 5 | Deportivo Puyo  |  | Neptalí Barona      | 7 de agosto | 14:00 |

|  | Unibolívar      | 2 - 1 | Bolívar      |  | Centenario          | 13 de agosto | 15:00 |
|  | Deportivo Puyo  | 3 - 1 | Puerto Quito |  | Víctor Hugo Georgis | 14 de agosto | 11:30 |
|  | Valle de Quijos | 1 - 1 | Star Club    |  | Aurelio Espinoza    | 14 de agosto | 12:00 |

|  | Star Club  | 0 - 1 | Puerto Quito    |  | Pascual Bissón | 17 de agosto | 12:00 |
|  | Unibolívar | 1 - 3 | Deportivo Puyo  |  | Centenario     | 17 de agosto | 15:00 |
|  | Bolívar    | 0 - 1 | Valle de Quijos |  | Neptalí Barona | 17 de agosto | 16:00 |

|  | Deportivo Puyo  | 5 - 0 | Star Club  |  | Víctor Hugo Georgis | 21 de agosto | 11:30 |
|  | Valle de Quijos | 2 - 1 | Unibolívar |  | Leonardo Palacios   | 21 de agosto | 12:00 |
|  | Puerto Quito    | 1 - 1 | Bolívar    |  | L.D.C. Puerto Quito | 21 de agosto | 13:00 |

|  | Unibolívar     | 1 - 2 | Puerto Quito    |  | Centenario          | 27 de agosto | 15:00 |
|  | Deportivo Puyo | 0 - 0 | Valle de Quijos |  | Víctor Hugo Georgis | 28 de agosto | 11:30 |
|  | Bolívar        | 1 - 4 | Star Club       |  | Neptalí Barona      | 28 de agosto | 14:00 |

|  | Valle de Quijos | 1 - 5 | Deportivo Puyo |  | Leonardo Palacios   | 3 de septiembre | 12:00 |
|  | Star Club       | 3 - 0 | Bolívar        |  | Pascual Bissón      | 3 de septiembre | 12:00 |
|  | Puerto Quito    | 5 - 1 | Unibolívar     |  | L.D.C. Puerto Quito | 4 de septiembre | 13:00 |

|  | Star Club  | 0 - 0 | Deportivo Puyo  |  | Pascual Bissón | 9 de septiembre  | 11:00 |
|  | Bolívar    | 0 - 3 | Puerto Quito    |  | Neptalí Barona | 9 de septiembre  | 16:00 |
|  | Unibolívar | 0 - 1 | Valle de Quijos |  | Centenario     | 10 de septiembre | 15:00 |

|  | Puerto Quito    | 7 - 1 | Star Club  |  | L.D.C. Puerto Quito | 14 de septiembre | 14:00     |
|  | Deportivo Puyo  | 1 - 0 | Unibolívar |  | Víctor Hugo Georgis | 14 de septiembre | 16:00     |
|  | Valle de Quijos | 3 - 0 | Bolívar    |  | Cancelado           | Cancelado        | Cancelado |

|  | Star Club    | 1 - 3 | Valle de Quijos |  | Pascual Bissón      | 17 de septiembre | 12:00     |
|  | Puerto Quito | 1 - 1 | Deportivo Puyo  |  | L.D.C. Puerto Quito | 18 de septiembre | 13:00     |
|  | Bolívar      | 0 - 3 | Unibolívar      |  | Cancelado           | Cancelado        | Cancelado |

|  | Valle de Quijos | 0 - 4 | Puerto Quito |  | Carlos Vega    | 24 de septiembre | 14:00          |
|  | Deportivo Puyo  | 3 - 0 | Bolívar      |  | Cancelado      | Cancelado        | Cancelado      |
|  | Unibolívar      | -     | Star Club    |  | No se programó | No se programó   | No se programó |

## Zona 3
Los equipos de Esmeraldas, Los Ríos, Manabí, Santa Elena, Santo Domingo de los Tsáchilas y Cotopaxi.

### Clasificación
|  |     | Equipo              | PJ | PG | PE | PP | GF | GC | DG  | PTS |
|  | --- | ------------------- | -- | -- | -- | -- | -- | -- | --- | --- |
|  | 1.° | Santa Rita          | 9  | 6  | 2  | 1  | 14 | 7  | +7  | 20  |
|  | 2.° | U.T. de Cotopaxi    | 9  | 5  | 2  | 2  | 25 | 14 | +11 | 17  |
|  | 3.° | Nazaret             | 9  | 3  | 3  | 3  | 21 | 21 | 0   | 12  |
|  | 4.° | Talleres            | 8  | 1  | 5  | 2  | 18 | 19 | -1  | 8   |
|  | 5.° | Carlos Borbor Reyes | 8  | 2  | 2  | 4  | 14 | 26 | -12 | 8   |
|  | 6.° | Deportivo Colón     | 9  | 2  | 0  | 7  | 14 | 19 | -5  | 6   |

### Evolución de la clasificación
| Equipo / Jornada    | 01 | 02 | 03 | 04 | 05 | 06 | 07 | 08 | 09 | 10 |
| ------------------- | -- | -- | -- | -- | -- | -- | -- | -- | -- | -- |
| Santa Rita          | 6  | 6  | 6  | 5  | 1  | 1  | 1  | 1  | 1  | 1  |
| U.T. de Cotopaxi    | 2  | 4  | 1  | 2  | 2  | 2  | 2  | 2  | 2  | 2  |
| Nazaret             | 5  | 5  | 5  | 6  | 3  | 3  | 3  | 3  | 3  | 3  |
| Talleres            | 3  | 2  | 3  | 4  | 5  | 4  | 4  | 4  | 4  | 4  |
| Carlos Borbor Reyes | 1  | 1  | 4  | 1  | 6  | 6  | 5  | 5  | 5  | 5  |
| Deportivo Colón     | 4  | 3  | 2  | 3  | 4  | 5  | 6  | 6  | 6  | 6  |

### Resultados
|  | U.T. de Cotopaxi | 4 - 2 | Nazaret             |  | La Cocha                 | 5 de agosto     | 11:00 |
|  | Talleres         | 4 - 3 | Deportivo Colón     |  | Olímpico (Santo Domingo) | 6 de agosto     | 15:00 |
|  | Santa Rita       | 3 - 0 | Carlos Borbor Reyes |  | El Sol                   | 7 de septiembre | 15:30 |

|  | Nazaret             | 3 - 3 | Santa Rita       |  | Pascual Mina     | 13 de agosto | 15:00 |
|  | Carlos Borbor Reyes | 4 - 4 | Talleres         |  | El Dorado        | 13 de agosto | 15:00 |
|  | Deportivo Colón     | 3 - 0 | U.T. de Cotopaxi |  | 30 de Septiembre | 14 de agosto | 15:00 |

|  | U.T. de Cotopaxi | 9 - 1 | Carlos Borbor Reyes |  | La Cocha                 | 17 de agosto | 11:00 |
|  | Deportivo Colón  | 4 - 2 | Nazaret             |  | 30 de Septiembre         | 17 de agosto | 15:00 |
|  | Talleres         | 1 - 1 | Santa Rita          |  | Olímpico (Santo Domingo) | 17 de agosto | 15:00 |

|  | Santa Rita          | 2 - 1 | U.T. de Cotopaxi |  | El Sol       | 20 de agosto | 15:30 |
|  | Nazaret             | 2 - 1 | Talleres         |  | Pascual Mina | 21 de agosto | 13:30 |
|  | Carlos Borbor Reyes | 1 - 0 | Deportivo Colón  |  | El Dorado    | 21 de agosto | 15:00 |

|  | U.T. de Cotopaxi | 2 - 2 | Talleres            |  | La Cocha         | 26 de agosto | 11:00 |
|  | Nazaret          | 4 - 2 | Carlos Borbor Reyes |  | Pascual Mina     | 28 de agosto | 14:00 |
|  | Deportivo Colón  | 0 - 1 | Santa Rita          |  | 30 de Septiembre | 28 de agosto | 15:00 |

|  | Carlos Borbor Reyes | 2 - 2 | Nazaret          |  | El Dorado                | 3 de septiembre | 15:00 |
|  | Talleres            | 3 - 3 | U.T. de Cotopaxi |  | Olímpico (Santo Domingo) | 3 de septiembre | 15:00 |
|  | Santa Rita          | 1 - 0 | Deportivo Colón  |  | El Sol                   | 3 de septiembre | 15:30 |

|  | U.T. de Cotopaxi | 1 - 0 | Santa Rita          |  | La Cocha                 | 10 de septiembre | 11:00 |
|  | Talleres         | 2 - 2 | Nazaret             |  | Olímpico (Santo Domingo) | 10 de septiembre | 15:00 |
|  | Deportivo Colón  | 2 - 3 | Carlos Borbor Reyes |  | 30 de Septiembre         | 10 de septiembre | 16:00 |

|  | Nazaret             | 4 - 2 | Deportivo Colón  |  | Pascual Mina | 14 de septiembre | 15:00 |
|  | Carlos Borbor Reyes | 1 - 2 | U.T. de Cotopaxi |  | El Dorado    | 14 de septiembre | 15:00 |
|  | Santa Rita          | 2 - 1 | Talleres         |  | El Sol       | 14 de septiembre | 15:30 |

|  | U.T. de Cotopaxi | 3 - 0 | Deportivo Colón     |  | La Cocha   | 17 de septiembre | 11:00      |
|  | Santa Rita       | 1 - 0 | Nazaret             |  | El Sol     | 17 de septiembre | 15:30      |
|  | Talleres         | -     | Carlos Borbor Reyes |  | No se jugó | No se jugó       | No se jugó |

|  | Carlos Borbor Reyes | - | Santa Rita       |  | No se programó | No se programó | No se programó |
|  | Deportivo Colón     | - | Talleres         |  | No se programó | No se programó | No se programó |
|  | Nazaret             | - | U.T. de Cotopaxi |  | No se programó | No se programó | No se programó |

## Zona 4
Los equipos de Esmeraldas, Los Ríos, Manabí, Santo Domingo de los Tsáchilas y Cotopaxi.

### Clasificación
|  |     | Equipo             | PJ | PG | PE | PP | GF | GC | DG  | PTS |
|  | --- | ------------------ | -- | -- | -- | -- | -- | -- | --- | --- |
|  | 1.° | El Guayacán        | 8  | 5  | 2  | 1  | 21 | 6  | +15 | 17  |
|  | 2.° | Galácticos         | 8  | 5  | 1  | 2  | 23 | 11 | +12 | 16  |
|  | 3.° | Atlético Saquisilí | 8  | 4  | 2  | 2  | 9  | 5  | +4  | 14  |
|  | 4.° | Atacames S. C.     | 8  | 1  | 2  | 5  | 11 | 22 | -11 | 5   |
|  | 5.° | San Rafael         | 8  | 1  | 1  | 6  | 6  | 26 | -20 | 4   |

### Evolución de la clasificación
| Equipo / Jornada   | 01 | 02 | 03 | 04 | 05 | 06 | 07 | 08 | 09 | 10 |
| ------------------ | -- | -- | -- | -- | -- | -- | -- | -- | -- | -- |
| El Guayacán        | 3  | 2  | 2  | 2  | 3  | 3  | 1  | 1  | 1  | 1  |
| Galácticos         | 1  | 1  | 1  | 1  | 1  | 1  | 2  | 2  | 2  | 2  |
| Atlético Saquisilí | 2  | 3  | 3  | 4  | 2  | 2  | 3  | 3  | 3  | 3  |
| Atacames S. C.     | 4  | 5  | 5  | 5  | 5  | 5  | 4  | 4  | 4  | 4  |
| San Rafael         | 5  | 4  | 4  | 3  | 4  | 4  | 5  | 5  | 5  | 5  |

### Resultados
|  | Atlético Saquisilí | 1 - 0       | Atacames    |             | La Cocha        | 6 de agosto | 13:00       |
|  | San Rafael         | 0 - 1       | Galácticos  |             | Jorge Chiriboga | 7 de agosto | 14:15       |
|  | Libre:             | El Guayacán | El Guayacán | El Guayacán | El Guayacán     | El Guayacán | El Guayacán |

|  | Galácticos | 2 - 1      | Atlético Saquisilí |            | 30 de Septiembre | 13 de agosto | 11:00      |
|  | Atacames   | 1 - 3      | El Guayacán        |            | Walter Aparicio  | 13 de agosto | 15:00      |
|  | Libre:     | San Rafael | San Rafael         | San Rafael | San Rafael       | San Rafael   | San Rafael |

|  | Galácticos | 5 - 1              | Atacames           |                    | 30 de Septiembre   | 17 de agosto       | 11:00              |
|  | San Rafael | 2 - 1              | El Guayacán        |                    | Jorge Chiriboga    | 17 de agosto       | 15:00              |
|  | Libre:     | Atlético Saquisilí | Atlético Saquisilí | Atlético Saquisilí | Atlético Saquisilí | Atlético Saquisilí | Atlético Saquisilí |

|  | Atacames    | 2 - 2      | San Rafael         |            | Walter Aparicio | 21 de agosto | 15:00      |
|  | El Guayacán | 0 - 0      | Atlético Saquisilí |            | L.D.C. Ventanas | 21 de agosto | 15:00      |
|  | Libre:      | Galácticos | Galácticos         | Galácticos | Galácticos      | Galácticos   | Galácticos |

|  | Galácticos         | 2 - 2    | El Guayacán |          | 30 de Septiembre | 27 de agosto | 11:00    |
|  | Atlético Saquisilí | 1 - 0    | San Rafael  |          | La Cocha         | 27 de agosto | 13:00    |
|  | Libre:             | Atacames | Atacames    | Atacames | Atacames         | Atacames     | Atacames |

|  | El Guayacán | 2 - 0    | Galácticos         |          | L.D.C. Ventanas | 3 de septiembre | 16:00    |
|  | San Rafael  | 1 - 2    | Atlético Saquisilí |          | Jorge Chiriboga | 4 de septiembre | 14:00    |
|  | Libre:      | Atacames | Atacames           | Atacames | Atacames        | Atacames        | Atacames |

|  | Atlético Saquisilí | 0 - 1      | El Guayacán |            | La Cocha        | 10 de septiembre | 16:00      |
|  | San Rafael         | 0 - 6      | Atacames    |            | Jorge Chiriboga | 11 de septiembre | 14:00      |
|  | Libre:             | Galácticos | Galácticos  | Galácticos | Galácticos      | Galácticos       | Galácticos |

|  | Atacames    | 0 - 4              | Galácticos         |                    | Walter Aparicio    | 14 de septiembre   | 15:00              |
|  | El Guayacán | 5 - 0              | San Rafael         |                    | L.D.C. Ventanas    | 14 de septiembre   | 16:00              |
|  | Libre:      | Atlético Saquisilí | Atlético Saquisilí | Atlético Saquisilí | Atlético Saquisilí | Atlético Saquisilí | Atlético Saquisilí |

|  | Atlético Saquisilí | 4 - 1      | Galácticos |            | La Cocha        | 17 de septiembre | 13:30      |
|  | El Guayacán        | 7 - 1      | Atacames   |            | L.D.C. Ventanas | 17 de septiembre | 16:00      |
|  | Libre:             | San Rafael | San Rafael | San Rafael | San Rafael      | San Rafael       | San Rafael |

|  | Galácticos | 8 - 1       | San Rafael         |             | Metropolitano Eloy Alfaro | 24 de septiembre | 13:00       |
|  | Atacames   | 0 - 0       | Atlético Saquisilí |             | Walter Aparicio           | 24 de septiembre | 13:00       |
|  | Libre:     | El Guayacán | El Guayacán        | El Guayacán | El Guayacán               | El Guayacán      | El Guayacán |

## Zona 5
Los equipos de Azuay, Cañar, El Oro, Guayas y Loja.

### Clasificación
|  |     | Equipo               | PJ | PG | PE | PP | GF | GC | DG  | PTS |
|  | --- | -------------------- | -- | -- | -- | -- | -- | -- | --- | --- |
|  | 1.° | Audaz Octubrino      | 8  | 4  | 4  | 0  | 14 | 6  | +8  | 16  |
|  | 2.° | Ciudadelas del Norte | 8  | 4  | 2  | 2  | 16 | 7  | +9  | 14  |
|  | 3.° | Toreros F. C.        | 8  | 3  | 3  | 2  | 16 | 10 | +6  | 12  |
|  | 4.° | Atenas F. C.         | 8  | 3  | 3  | 2  | 12 | 13 | -1  | 12  |
|  | 5.° | La Tebaida           | 8  | 0  | 0  | 8  | 1  | 23 | -22 | 0   |

### Evolución de la clasificación
| Equipo / Jornada     | 01 | 02 | 03 | 04 | 05 | 06 | 07 | 08 | 09 | 10 |
| -------------------- | -- | -- | -- | -- | -- | -- | -- | -- | -- | -- |
| Audaz Octubrino      | 3  | 3  | 1  | 2  | 1  | 1  | 1  | 1  | 1  | 1  |
| Ciudadelas del Norte | 4  | 2  | 3  | 1  | 3  | 4  | 4  | 2  | 2  | 2  |
| Toreros F. C.        | 1  | 1  | 2  | 4  | 2  | 3  | 3  | 4  | 4  | 3  |
| Atenas F. C.         | 2  | 4  | 4  | 3  | 4  | 2  | 2  | 3  | 3  | 4  |
| La Tebaida           | 5  | 5  | 5  | 5  | 5  | 5  | 5  | 5  | 5  | 5  |

### Resultados
|  | Toreros | 3 - 0                | La Tebaida           |                      | Monumental Banco Pichincha | 5 de agosto          | 17:00                |
|  | Atenas  | 0 - 0                | Audaz Octubrino      |                      | Alejandro Serrano Aguilar  | 6 de agosto          | 14:00                |
|  | Libre:  | Ciudadelas del Norte | Ciudadelas del Norte | Ciudadelas del Norte | Ciudadelas del Norte       | Ciudadelas del Norte | Ciudadelas del Norte |

|  | La Tebaida      | 0 - 3  | Ciudadelas del Norte |        | Reina del Cisne | 13 de agosto | 13:00  |
|  | Audaz Octubrino | 2 - 2  | Toreros              |        | 9 de Mayo       | 13 de agosto | 15:00  |
|  | Libre:          | Atenas | Atenas               | Atenas | Atenas          | Atenas       | Atenas |

|  | Atenas          | 0 - 0   | Ciudadelas del Norte |         | Alejandro Serrano Aguilar | 17 de agosto | 13:00   |
|  | Audaz Octubrino | 2 - 0   | La Tebaida           |         | 9 de Mayo                 | 17 de agosto | 15:00   |
|  | Libre:          | Toreros | Toreros              | Toreros | Toreros                   | Toreros      | Toreros |

|  | Ciudadelas del Norte | 2 - 0           | Toreros         |                 | Municipal de La Troncal | 20 de agosto    | 15:00           |
|  | La Tebaida           | 1 - 3           | Atenas          |                 | Reina del Cisne         | 21 de agosto    | 10:00           |
|  | Libre:               | Audaz Octubrino | Audaz Octubrino | Audaz Octubrino | Audaz Octubrino         | Audaz Octubrino | Audaz Octubrino |

|  | Audaz Octubrino | 1 - 0      | Ciudadelas del Norte |            | 9 de Mayo                  | 27 de agosto | 15:00      |
|  | Toreros         | 4 - 1      | Atenas               |            | Monumental Banco Pichincha | 27 de agosto | 16:00      |
|  | Libre:          | La Tebaida | La Tebaida           | La Tebaida | La Tebaida                 | La Tebaida   | La Tebaida |

|  | Atenas               | 2 - 1      | Toreros         |            | Alejandro Serrano Aguilar | 3 de septiembre | 12:00      |
|  | Ciudadelas del Norte | 1 - 3      | Audaz Octubrino |            | Municipal de La Troncal   | 4 de septiembre | 11:00      |
|  | Libre:               | La Tebaida | La Tebaida      | La Tebaida | La Tebaida                | La Tebaida      | La Tebaida |

|  | Atenas  | 3 - 0           | La Tebaida           |                 | Alejandro Serrano Aguilar  | 9 de septiembre  | 12:30           |
|  | Toreros | 2 - 2           | Ciudadelas del Norte |                 | Monumental Banco Pichincha | 11 de septiembre | 19:00           |
|  | Libre:  | Audaz Octubrino | Audaz Octubrino      | Audaz Octubrino | Audaz Octubrino            | Audaz Octubrino  | Audaz Octubrino |

|  | Ciudadelas del Norte | 5 - 1   | Atenas          |         | Municipal de La Troncal | 14 de septiembre | 13:00     |
|  | La Tebaida           | 0 - 3   | Audaz Octubrino |         | Cancelado               | Cancelado        | Cancelado |
|  | Libre:               | Toreros | Toreros         | Toreros | Toreros                 | Toreros          | Toreros   |

|  | Toreros              | 1 - 1  | Audaz Octubrino |        | Monumental Banco Pichincha | 17 de septiembre | 16:00     |
|  | Ciudadelas del Norte | 3 - 0  | La Tebaida      |        | Cancelado                  | Cancelado        | Cancelado |
|  | Libre:               | Atenas | Atenas          | Atenas | Atenas                     | Atenas           | Atenas    |

|  | Audaz Octubrino | 2 - 2                | Atenas               |                      | Carlos Falquez Batallas | 23 de septiembre     | 20:00                |
|  | La Tebaida      | 0 - 3                | Toreros              |                      | Cancelado               | Cancelado            | Cancelado            |
|  | Libre:          | Ciudadelas del Norte | Ciudadelas del Norte | Ciudadelas del Norte | Ciudadelas del Norte    | Ciudadelas del Norte | Ciudadelas del Norte |

## Zona 6
Los equipos de Azuay, Cañar, El Oro, Guayas y Morona Santiago.

### Clasificación
|  |     | Equipo          | PJ | PG | PE | PP | GF | GC | DG  | PTS |
|  | --- | --------------- | -- | -- | -- | -- | -- | -- | --- | --- |
|  | 1.° | Guayaquil Sport | 8  | 6  | 2  | 0  | 20 | 5  | +15 | 20  |
|  | 2.° | San Francisco   | 8  | 5  | 1  | 2  | 11 | 6  | +5  | 16  |
|  | 3.° | Orense          | 8  | 5  | 0  | 3  | 17 | 11 | +6  | 15  |
|  | 4.° | Juvenil Sevilla | 7  | 1  | 1  | 5  | 6  | 13 | -7  | 4   |
|  | 5.° | Estudiantes     | 7  | 0  | 0  | 7  | 3  | 22 | -19 | 0   |

### Evolución de la clasificación
| Equipo / Jornada | 01 | 02 | 03 | 04 | 05 | 06 | 07 | 08 | 09 | 10 |
| ---------------- | -- | -- | -- | -- | -- | -- | -- | -- | -- | -- |
| Guayaquil Sport  | 1  | 3  | 2  | 1  | 1  | 1  | 1  | 1  | 1  | 1  |
| San Francisco    | 5  | 1  | 1  | 3  | 2  | 3  | 3  | 3  | 3  | 2  |
| Orense           | 3  | 2  | 3  | 2  | 3  | 2  | 2  | 2  | 2  | 3  |
| Juvenil Sevilla  | 2  | 4  | 4  | 4  | 4  | 4  | 4  | 4  | 4  | 4  |
| Estudiantes      | 4  | 5  | 5  | 5  | 5  | 5  | 5  | 5  | 5  | 5  |

### Resultados
|  | Estudiantes     | 0 - 1  | Juvenil Sevilla |        | Alejandro Serrano Aguilar | 6 de agosto | 10:30  |
|  | Guayaquil Sport | 1 - 0  | San Francisco   |        | Alejandro Ponce Noboa     | 6 de agosto | 15:30  |
|  | Libre:          | Orense | Orense          | Orense | Orense                    | Orense      | Orense |

|  | San Francisco   | 3 - 0           | Estudiantes     |                 | Jorge Andrade Cantos | 12 de agosto    | 19:30           |
|  | Juvenil Sevilla | 1 - 3           | Orense          |                 | Tito Navarrete       | 13 de agosto    | 15:00           |
|  | Libre:          | Guayaquil Sport | Guayaquil Sport | Guayaquil Sport | Guayaquil Sport      | Guayaquil Sport | Guayaquil Sport |

|  | Guayaquil Sport | 2 - 1       | Orense          |             | Alejandro Ponce Noboa | 17 de agosto | 09:30       |
|  | San Francisco   | 1 - 0       | Juvenil Sevilla |             | Jorge Andrade Cantos  | 17 de agosto | 16:00       |
|  | Libre:          | Estudiantes | Estudiantes     | Estudiantes | Estudiantes           | Estudiantes  | Estudiantes |

|  | Juvenil Sevilla | 2 - 2         | Guayaquil Sport |               | Tito Navarrete | 21 de agosto  | 11:00         |
|  | Orense          | 2 - 0         | Estudiantes     |               | 9 de Mayo      | 21 de agosto  | 15:00         |
|  | Libre:          | San Francisco | San Francisco   | San Francisco | San Francisco  | San Francisco | San Francisco |

|  | Estudiantes   | 0 - 4           | Guayaquil Sport |                 | Alejandro Serrano Aguilar | 28 de agosto    | 11:30           |
|  | San Francisco | 1 - 0           | Orense          |                 | Jorge Andrade Cantos      | 28 de agosto    | 11:30           |
|  | Libre:        | Juvenil Sevilla | Juvenil Sevilla | Juvenil Sevilla | Juvenil Sevilla           | Juvenil Sevilla | Juvenil Sevilla |

|  | Orense          | 2 - 0           | San Francisco   |                 | 9 de Mayo             | 3 de septiembre | 15:00           |
|  | Guayaquil Sport | 3 - 0           | Estudiantes     |                 | Alejandro Ponce Noboa | 3 de septiembre | 15:30           |
|  | Libre:          | Juvenil Sevilla | Juvenil Sevilla | Juvenil Sevilla | Juvenil Sevilla       | Juvenil Sevilla | Juvenil Sevilla |

|  | Guayaquil Sport | 3 - 0         | Juvenil Sevilla |               | Samborondón Arena         | 10 de septiembre | 09:30         |
|  | Estudiantes     | 2 - 6         | Orense          |               | Alejandro Serrano Aguilar | 10 de septiembre | 11:30         |
|  | Libre:          | San Francisco | San Francisco   | San Francisco | San Francisco             | San Francisco    | San Francisco |

|  | Orense          | 1 - 4       | Guayaquil Sport |             | 9 de Mayo      | 14 de septiembre | 11:00       |
|  | Juvenil Sevilla | 1 - 2       | San Francisco   |             | Tito Navarrete | 14 de septiembre | 16:00       |
|  | Libre:          | Estudiantes | Estudiantes     | Estudiantes | Estudiantes    | Estudiantes      | Estudiantes |

|  | Estudiantes | 1 - 3           | San Francisco   |                 | Alejandro Serrano Aguilar | 17 de septiembre | 11:30           |
|  | Orense      | 2 - 1           | Juvenil Sevilla |                 | 9 de Mayo                 | 18 de septiembre | 15:00           |
|  | Libre:      | Guayaquil Sport | Guayaquil Sport | Guayaquil Sport | Guayaquil Sport           | Guayaquil Sport  | Guayaquil Sport |

|  | San Francisco   | 1 - 1  | Guayaquil Sport |        | Jorge Andrade Cantos | 25 de septiembre | 11:30          |
|  | Juvenil Sevilla | -      | Estudiantes     |        | No se programó       | No se programó   | No se programó |
|  | Libre:          | Orense | Orense          | Orense | Orense               | Orense           | Orense         |

## Equipos clasificados a la fase nacional (cuadrangulares semifinales)
Clasificados como primeros
- Club Deportivo Otavalo
- Club Deportivo Puyo
- Club Deportivo y Social Santa Rita
- Club Social, Cultural y Deportivo El Guayacán
- Club Social y Deportivo Audaz Octubrino
- Guayaquil Sport Club

Clasificados como segundos
- Club Deportivo América
- Club Deportivo Puerto Quito
- Club Deportivo Universidad Técnica de Cotopaxi
- Galácticos Fútbol Club
- Club Deportivo Ciudadelas del Norte
- Club Deportivo San Francisco

## Cuadrangulares semifinales
– Clasificado para el cuadrangular final.

### Grupo 1
|  |     | Equipo          | PJ | PG | PE | PP | GF | GC | DG | PTS |
|  | --- | --------------- | -- | -- | -- | -- | -- | -- | -- | --- |
|  | 1.° | Guayaquil Sport | 6  | 2  | 3  | 1  | 4  | 3  | +1 | 9   |
|  | 2.° | Puerto Quito    | 6  | 3  | 0  | 3  | 7  | 7  | 0  | 9   |
|  | 3.° | San Francisco   | 6  | 2  | 2  | 2  | 5  | 4  | +1 | 8   |
|  | 4.° | Audaz Octubrino | 6  | 2  | 1  | 3  | 5  | 7  | -2 | 7   |

### Evolución de la clasificación
| Equipo / Jornada | 01 | 02 | 03 | 04 | 05 | 06 |
| ---------------- | -- | -- | -- | -- | -- | -- |
| Guayaquil Sport  | 2  | 2  | 1  | 1  | 1  | 1  |
| Puerto Quito     | 4  | 4  | 4  | 4  | 4  | 2  |
| San Francisco    | 3  | 3  | 3  | 3  | 2  | 3  |
| Audaz Octubrino  | 1  | 1  | 2  | 2  | 3  | 4  |

### Resultados
|  | San Francisco | 1 - 1 | Guayaquil Sport |  | Jorge Andrade Cantos | 2 de octubre | 11:30 |
|  | Puerto Quito  | 1 - 2 | Audaz Octubrino |  | L.D.C. Puerto Quito  | 2 de octubre | 13:00 |

|  | Guayaquil Sport | 2 - 1 | Puerto Quito  |  | Alejandro Ponce Noboa | 8 de octubre | 09:30 |
|  | Audaz Octubrino | 2 - 1 | San Francisco |  | 9 de Mayo             | 9 de octubre | 15:00 |

|  | Guayaquil Sport | 1 - 0 | Audaz Octubrino |  | Alejandro Ponce Noboa | 15 de octubre | 09:30 |
|  | San Francisco   | 2 - 0 | Puerto Quito    |  | Jorge Andrade Cantos  | 16 de octubre | 11:30 |

|  | Audaz Octubrino | 0 - 0 | Guayaquil Sport |  | 9 de Mayo           | 22 de octubre | 15:00 |
|  | Puerto Quito    | 1 - 0 | San Francisco   |  | L.D.C. Puerto Quito | 23 de octubre | 13:00 |

|  | San Francisco | 1 - 0 | Audaz Octubrino |  | Jorge Andrade Cantos | 30 de octubre | 12:00 |
|  | Puerto Quito  | 1 - 0 | Guayaquil Sport |  | L.D.C. Puerto Quito  | 30 de octubre | 12:00 |

|  | Guayaquil Sport | 0 - 0 | San Francisco |  | Alejandro Ponce Noboa | 5 de noviembre | 12:00 |
|  | Audaz Octubrino | 1 - 3 | Puerto Quito  |  | 9 de Mayo             | 5 de noviembre | 12:00 |

### Grupo 2
|  |     | Equipo               | PJ | PG | PE | PP | GF | GC | DG  | PTS |
|  | --- | -------------------- | -- | -- | -- | -- | -- | -- | --- | --- |
|  | 1.° | Santa Rita           | 6  | 3  | 3  | 0  | 11 | 6  | +5  | 12  |
|  | 2.° | Galácticos           | 6  | 3  | 2  | 1  | 13 | 6  | +7  | 11  |
|  | 3.° | Deportivo Otavalo    | 6  | 2  | 2  | 2  | 10 | 7  | +3  | 8   |
|  | 4.° | Ciudadelas del Norte | 6  | 0  | 1  | 5  | 2  | 17 | -15 | 1   |

### Evolución de la clasificación
| Equipo / Jornada     | 01 | 02 | 03 | 04 | 05 | 06 |
| -------------------- | -- | -- | -- | -- | -- | -- |
| Santa Rita           | 3  | 3  | 3  | 2  | 1  | 1  |
| Galácticos           | 1  | 2  | 2  | 1  | 3  | 2  |
| Deportivo Otavalo    | 2  | 1  | 1  | 3  | 2  | 3  |
| Ciudadelas del Norte | 4  | 4  | 4  | 4  | 4  | 4  |

### Resultados
|  | Santa Rita           | 1 - 1 | Deportivo Otavalo |  | El Sol                  | 1 de octubre | 15:30 |
|  | Ciudadelas del Norte | 0 - 1 | Galácticos        |  | Municipal de La Troncal | 2 de octubre | 12:00 |

|  | Deportivo Otavalo | 2 - 0 | Ciudadelas del Norte |  | Municipal de Otavalo | 8 de octubre | 16:00 |
|  | Galácticos        | 2 - 2 | Santa Rita           |  | 30 de Septiembre     | 9 de octubre | 11:00 |

|  | Deportivo Otavalo | 1 - 1 | Galácticos           |  | Municipal de Otavalo | 16 de octubre | 12:00 |
|  | Santa Rita        | 2 - 2 | Ciudadelas del Norte |  | El Sol               | 16 de octubre | 15:00 |

|  | Galácticos           | 3 - 2 | Deportivo Otavalo |  | Jocay                   | 22 de octubre | 12:00 |
|  | Ciudadelas del Norte | 0 - 3 | Santa Rita        |  | Municipal de La Troncal | 23 de octubre | 11:00 |

|  | Santa Rita           | 1 - 0 | Galácticos        |  | El Sol                  | 29 de octubre | 13:00 |
|  | Ciudadelas del Norte | 0 - 3 | Deportivo Otavalo |  | Municipal de La Troncal | 29 de octubre | 13:00 |

|  | Deportivo Otavalo | 1 - 2 | Santa Rita           |  | Municipal de Otavalo | 5 de noviembre | 12:00 |
|  | Galácticos        | 6 - 0 | Ciudadelas del Norte |  | Reales Tamarindos    | 5 de noviembre | 12:00 |

### Grupo 3
|  |     | Equipo           | PJ | PG | PE | PP | GF | GC | DG | PTS |
|  | --- | ---------------- | -- | -- | -- | -- | -- | -- | -- | --- |
|  | 1.° | América de Quito | 6  | 4  | 1  | 1  | 9  | 4  | +5 | 13  |
|  | 2.° | Deportivo Puyo   | 6  | 4  | 1  | 1  | 8  | 4  | +4 | 13  |
|  | 3.° | U.T. de Cotopaxi | 5  | 2  | 0  | 3  | 4  | 5  | -1 | 6   |
|  | 4.° | El Guayacán      | 5  | 0  | 0  | 5  | 2  | 10 | -8 | 0   |

### Evolución de la clasificación
| Equipo / Jornada | 01 | 02 | 03 | 04 | 05 | 06 |
| ---------------- | -- | -- | -- | -- | -- | -- |
| América de Quito | 2  | 2  | 1  | 1  | 1  | 1  |
| Deportivo Puyo   | 1  | 1  | 2  | 2  | 2  | 2  |
| U.T. de Cotopaxi | 3  | 3  | 3  | 3  | 3  | 3  |
| El Guayacán      | 4  | 4  | 4  | 4  | 4  | 4  |

### Resultados
|  | El Guayacán      | 0 - 1 | Deportivo Puyo   |  | L.D.C. Ventanas | 1 de octubre | 16:00 |
|  | América de Quito | 1 - 0 | U.T. de Cotopaxi |  | La Armenia      | 2 de octubre | 10:00 |

|  | U.T. de Cotopaxi | 1 - 0 | El Guayacán      |  | La Cocha            | 7 de octubre | 11:00 |
|  | Deportivo Puyo   | 0 - 0 | América de Quito |  | Víctor Hugo Georgis | 9 de octubre | 11:30 |

|  | U.T. de Cotopaxi | 0 - 1 | Deportivo Puyo |  | La Cocha   | 14 de octubre | 11:00 |
|  | América de Quito | 3 - 0 | El Guayacán    |  | La Armenia | 16 de octubre | 11:30 |

|  | El Guayacán    | 0 - 2 | América de Quito |  | L.D.C. Ventanas     | 22 de octubre | 15:00 |
|  | Deportivo Puyo | 2 - 0 | U.T. de Cotopaxi |  | Víctor Hugo Georgis | 23 de octubre | 11:30 |

|  | América de Quito | 2 - 1 | Deportivo Puyo   |  | La Armenia     | 29 de octubre  | 12:00          |
|  | El Guayacán      | -     | U.T. de Cotopaxi |  | No se programó | No se programó | No se programó |

|  | U.T. de Cotopaxi | 3 - 1 | América de Quito |  | L.D.C. Saquisilí    | 5 de noviembre | 12:00 |
|  | Deportivo Puyo   | 3 - 2 | El Guayacán      |  | Víctor Hugo Georgis | 5 de noviembre | 12:00 |

### Mejor segundo
Entre los equipos que finalicen en el segundo lugar de sus respectivos grupos, el mejor avanzará al cuadrangular final.
| Equipo         | Gr. | Pts. | PJ | PG | PE | PP | GF | GC | Dif |
| -------------- | --- | ---- | -- | -- | -- | -- | -- | -- | --- |
| Deportivo Puyo | C   | 13   | 6  | 4  | 1  | 1  | 8  | 4  | +4  |
| Galácticos     | B   | 11   | 6  | 3  | 2  | 1  | 13 | 6  | +7  |
| Puerto Quito   | A   | 9    | 6  | 3  | 0  | 3  | 7  | 7  | 0   |

## Cuadrangular final

### Clasificación
|  |  |     | Equipo           | PJ | PG | PE | PP | GF | GC | DG | PTS |
|  |  | --- | ---------------- | -- | -- | -- | -- | -- | -- | -- | --- |
|  |  | 1.° | América de Quito | 5  | 4  | 0  | 1  | 8  | 4  | +4 | 12  |
|  |  | 2.° | Santa Rita       | 5  | 2  | 3  | 0  | 6  | 3  | +3 | 8   |
|  |  | 3.° | Deportivo Puyo   | 5  | 1  | 2  | 2  | 3  | 5  | -2 | 4   |
|  |  | 4.° | Guayaquil Sport  | 5  | 0  | 1  | 4  | 4  | 9  | -5 | 1   |

|  | Campeón ascendido a la Serie B 2017.    |
|  | Subcampeón ascendido a la Serie B 2017. |

### Evolución de la clasificación
| Equipo / Jornada | 01 | 02 | 03 | 04 | 05 | 06 |
| ---------------- | -- | -- | -- | -- | -- | -- |
| América de Quito | 3  | 2  | 1  | 1  | 1  | 1  |
| Santa Rita       | 2  | 1  | 2  | 2  | 2  | 2  |
| Deportivo Puyo   | 1  | 3  | 3  | 3  | 3  | 3  |
| Guayaquil Sport  | 4  | 4  | 4  | 4  | 4  | 4  |

### Resultados
|  | Santa Rita     | 2 - 0 Archivado el 2 de diciembre de 2016 en Wayback Machine.                                           | América de Quito |  | El Sol              | 12 de noviembre | 15:00 |
|  | Deportivo Puyo | 2 - 0 (enlace roto disponible en Internet Archive; véase el historial, la primera versión y la última). | Guayaquil Sport  |  | Víctor Hugo Georgis | 13 de noviembre | 11:30 |

|  | América de Quito | 3 - 0 Archivado el 2 de diciembre de 2016 en Wayback Machine. | Deportivo Puyo |  | La Armenia            | 19 de noviembre | 12:00 |
|  | Guayaquil Sport  | 0 - 0 Archivado el 2 de diciembre de 2016 en Wayback Machine. | Santa Rita     |  | Alejandro Ponce Noboa | 20 de noviembre | 09:30 |

|  | Guayaquil Sport | 2 - 3 (enlace roto disponible en Internet Archive; véase el historial, la primera versión y la última). | América de Quito |  | Alejandro Ponce Noboa | 26 de noviembre | 12:00 |
|  | Deportivo Puyo  | 1 - 1 Archivado el 2 de diciembre de 2016 en Wayback Machine.                                           | Santa Rita       |  | Víctor Hugo Georgis   | 27 de noviembre | 11:30 |

|  | América de Quito | 1 - 0 (enlace roto disponible en Internet Archive; véase el historial, la primera versión y la última). | Guayaquil Sport |  | La Armenia | 3 de diciembre | 11:30 |
|  | Santa Rita       | 0 - 0 Archivado el 20 de diciembre de 2016 en Wayback Machine.                                          | Deportivo Puyo  |  | El Sol     | 3 de diciembre | 15:30 |

|  | Deportivo Puyo | 0 - 1 (enlace roto disponible en Internet Archive; véase el historial, la primera versión y la última). | América de Quito |  | Víctor Hugo Georgis | 11 de diciembre | 14:00 |
|  | Santa Rita     | 3 - 2 (enlace roto disponible en Internet Archive; véase el historial, la primera versión y la última). | Guayaquil Sport  |  | El Sol              | 11 de diciembre | 14:00 |

|  | Guayaquil Sport  | - | Deportivo Puyo |  | No se programó | No se programó | No se programó |
|  | América de Quito | - | Santa Rita     |  | No se programó | No se programó | No se programó |

### Campeón
|                                                                      |
| Club Deportivo América 1.er título Asciende a la Serie B             |
| También asciende Club Deportivo y Social Santa Rita como Subcampeón. |

## Goleadores
- Actualizado en 15 de diciembre de 2016

| Jugador               | Equipo            | Goles |
| --------------------- | ----------------- | ----- |
| 1. Ronie Carrillo     | América de Quito  | 18    |
| 2. José Caicedo Borja | Galácticos        | 16    |
| 3. Jefferson Congo    | Deportivo Otavalo | 13    |
| 4. Wilson Morales     | Deportivo Puyo    | 12    |
| 5. Guiner Vergara     | Deportivo Puyo    | 11    |
| 6. Gustavo Bustamante | Santa Rita        | 10    |
| 7. Juan Arroyo        | El Guayacán       | 10    |
| 8. Jorge Ladines      | Guayaquil Sport   | 9     |
| 9. Segundo Bustos     | Nazaret           | 7     |
| 10. Jimmy Chillagana  | U.T. de Cotopaxi  | 7     |